# Gaetano Matteo Pisoni
 (octobre 2022).
Gaetano Matteo Pisoni, né le 18 juillet 1713 à Ascona et mort le 4 mars 1782 à Locarno, est un architecte tessinois.

## Biographie
Gaetano Matteo est le fils de Giovanni Battista Pisoni et d'Anna Daria Vacchini, tous deux issus de familles d'artistes. Après avoir terminé ses études primaires au Collegio di Ascona, où il s'est montré enclin au dessin, il se rend, à l'âge de seize ans, à Breitenwang dans le Tyrol, pour se perfectionner et suivre une formation de maçon chez un maître local. Dans cet atelier, il obtient un certificat de constructeur qui porte le sceau du baron de Ress. Après son apprentissage, il voyage à travers divers districts d'Allemagne, de France et de Flandre, affinant ses connaissances.
Plus tard, entre 1735 et 1740, il se rend à Rome pour recevoir une formation d'architecte à l'Accademia di San Luca. Fortement impressionné par la beauté et la magnificence des bâtiments, l'architecture de la Ville Éternelle laissera une marque indélébile dans ses œuvres futures. Lors de son voyage de retour dans son pays natal, il visite également Florence, Mantoue et Milan, où il séjourne entre 1740 et 1745.
De retour dans son pays natal, il réalise diverses constructions et abris à Ascona contre les inondations de la Maggia.
En 1750, à la suite d'une recommandation d'Antoniotto de Botta-Adorno, il se retrouve à Bruxelles, où il réalise les dessins du palais des ducs de Brabant pour le compte de Charles de Lorraine, gouverneur des Pays-Bas autrichiens. La cathédrale Saint-Aubain, conçue par lui, est édifiée à Namur à partir de 1751. Il conçoit également le séminaire épiscopal de Liège et l'église Saint-Jean l'Évangéliste de cette ville. Ce dernier dessin sera exécuté de 1754 à 1757 par Jacques-Barthélemy Renoz.
En 1753, il entre au service du prince Joseph-Wenceslas Ier de Liechtenstein à Vienne en tant qu'architecte de cour. À ce titre, il effectue diverses rénovations dans les environs de Vienne. À partir de 1756, il se rend à Milan, où il réalise un projet (non exécuté) pour l'église San Celso (it). Après un court séjour à Dresde, il séjourne à nouveau plusieurs années à Rome, où il reçoit, le 10 mars 1760, l'Ordre de l'Éperon d'or du pape Clément XIII,. Il retourne ensuite à Ascona, où il aide à restaurer la ville après une inondation de la Maggia.
En 1763, par lettre du 17 mai, il est convoqué par la mairie de Soleure pour la construction de la cathédrale Saint-Ours-et-Saint-Victor. Il conçoit le projet et commence les travaux avec son neveu Paolo Antonio Pisoni (de). Cela reste son plus grand chef-d'œuvre. Les projets de l'église Saint-Marcel de Delémont (d), de l'orphelinat (en) de Zurich et, dans la même ville, des tours du Grossmünster, couronnées par une terrasse à balustrade de style Louis XVI après un incendie en 1763, datent de la même époque.
Les travaux de la cathédrale Saint-Ours durent dix ans, et sont achevés par le neveu. Les forts contrastes lors de l'exécution des travaux et la perte de sa femme et de son enfant sapent la volonté de l'architecte qui, en 1770, quitte le chantier pour retourner au Tessin. À Locarno, il se remarie avec la noble Giuseppina Orelli, avec qui il a une fille, Anna Maria. Il meurt dans cette ville le 4 mars 1782. Il est enterré dans l'église de l'Assomption (it) de Locarno, où une plaque commémorative lui est dédiée, non loin d'une bâtisse de la via Castelrotto qui lui est attribuée.

## Œuvres

### En Belgique
- 1750 : Palais du duc de Brabant, Bruxelles
- 1751-67 : Cathédrale Saint-Aubain, Namur
- ca. 1753 : Séminaire épiscopal, Liège
- 1754-57 : Collégiale Saint-Jean-l'Évangéliste, Liège (exécuté par Jacques-Barthélemy Renoz)

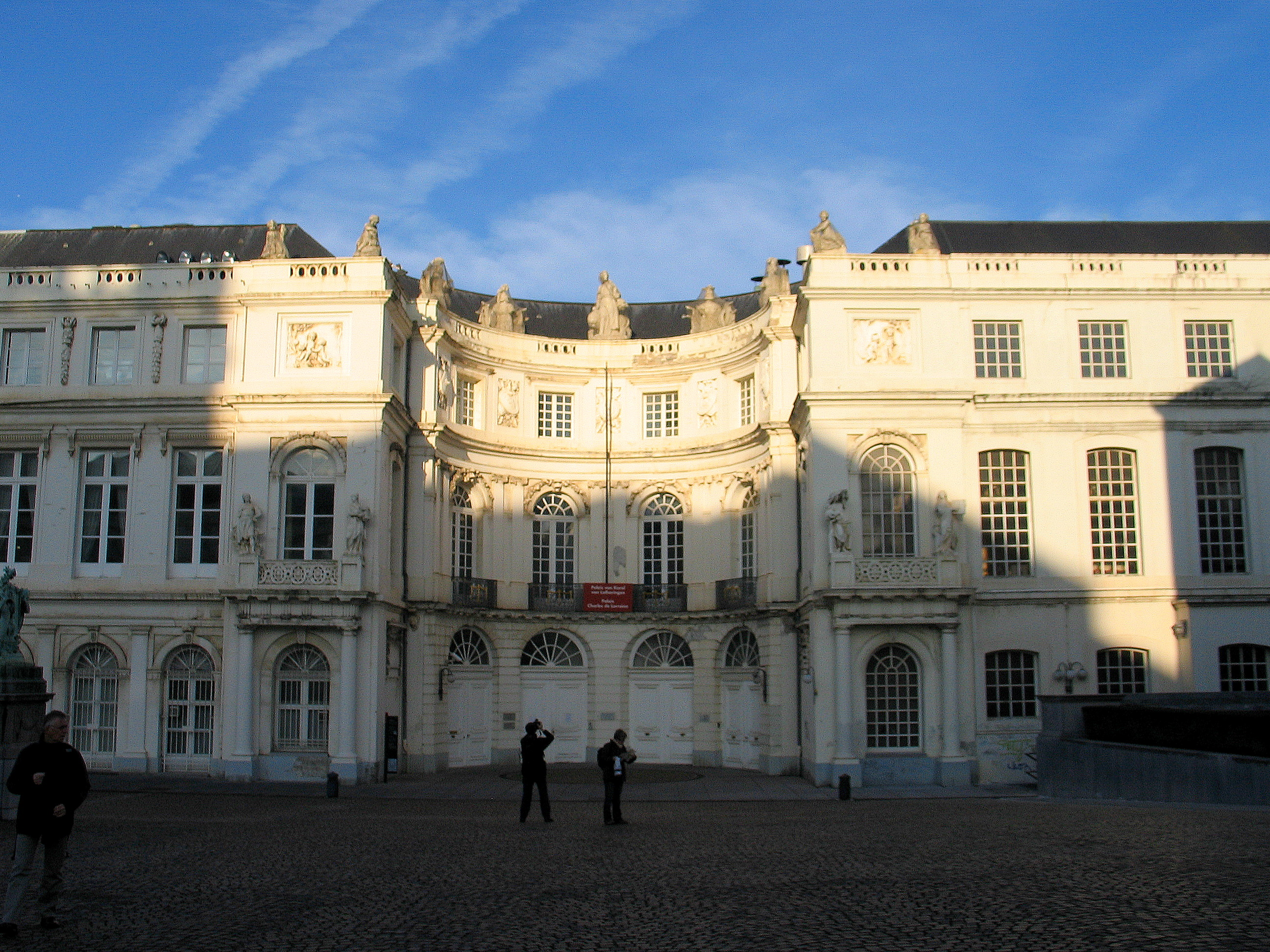
Palais du duc de Brabant à Bruxelles
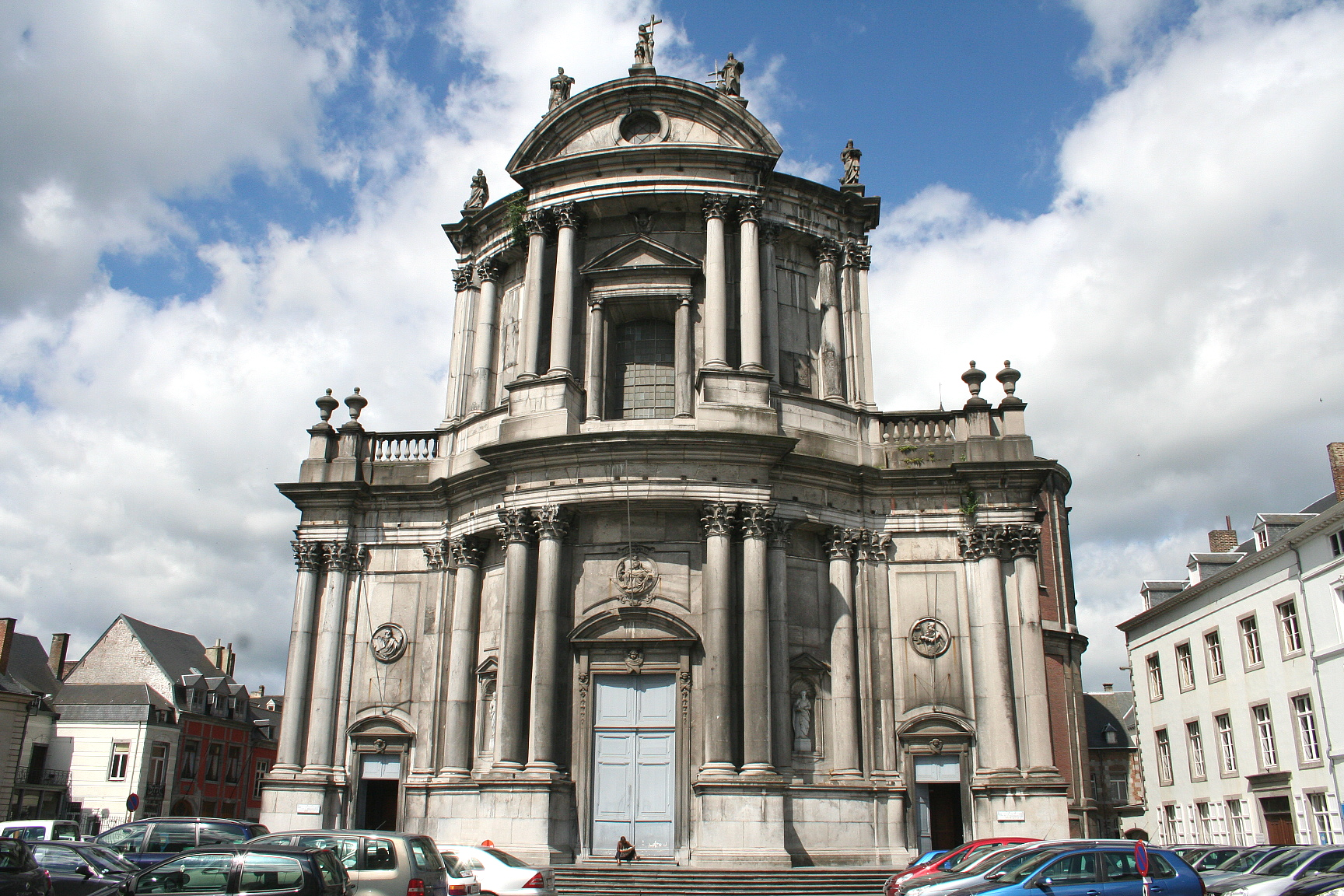
Cathédrale Saint-Aubain de Namur
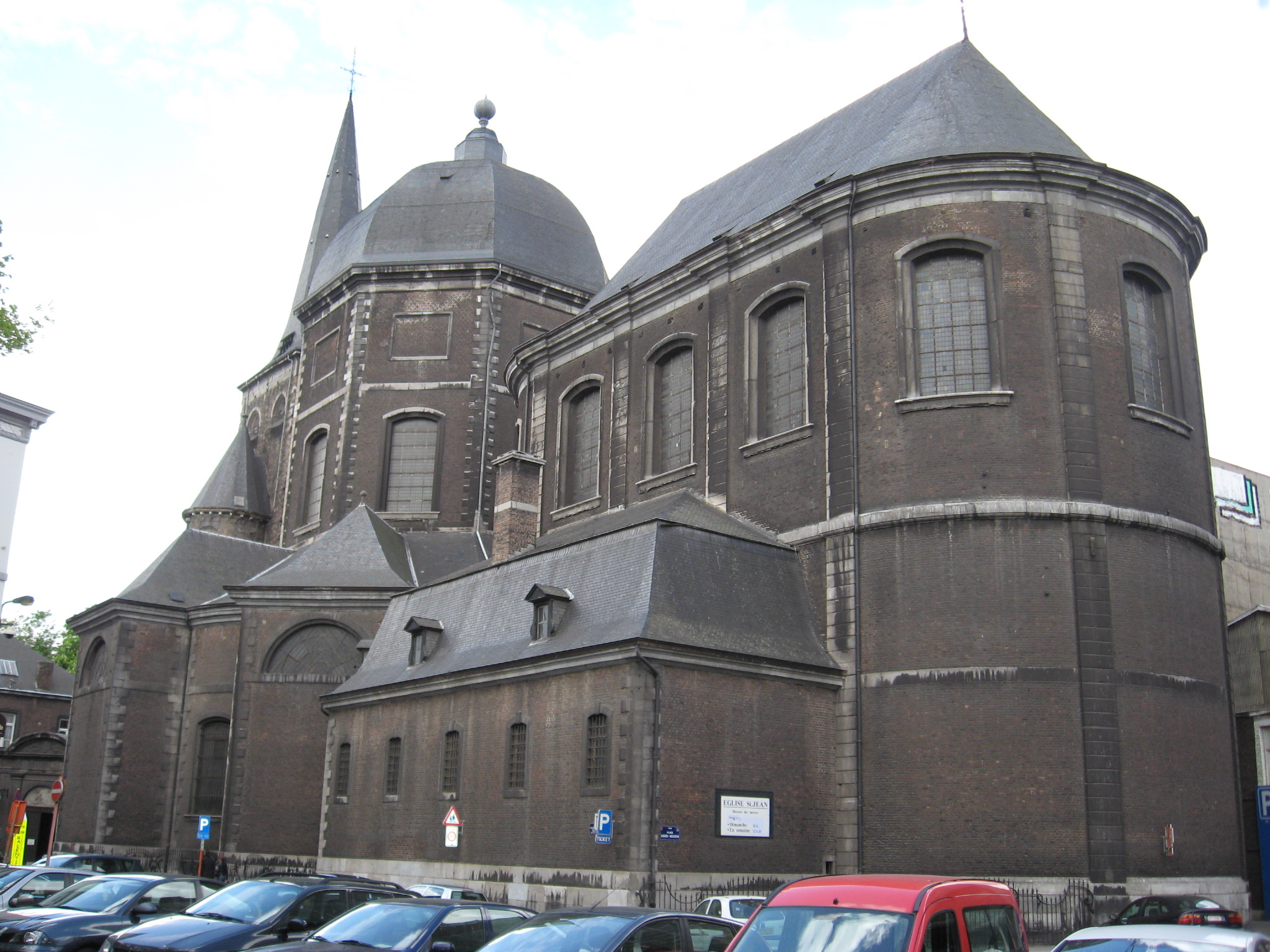
Collégiale Saint-Jean-l'Évangéliste de Liège

### En Suisse
- 1763-1773 : Cathédrale Saint-Ours-et-Saint-Victor, Soleure (achevée par Paolo Antonio Pisoni (de))
- ca. 1765-70 : Église Saint-Marcel (d), Delémont
- ca. 1770 : Sommet des tours du Grossmünster, Zurich (remplacées par des tours néo-gothiques)
- ca. 1771 : Orphelinat (en), Zurich

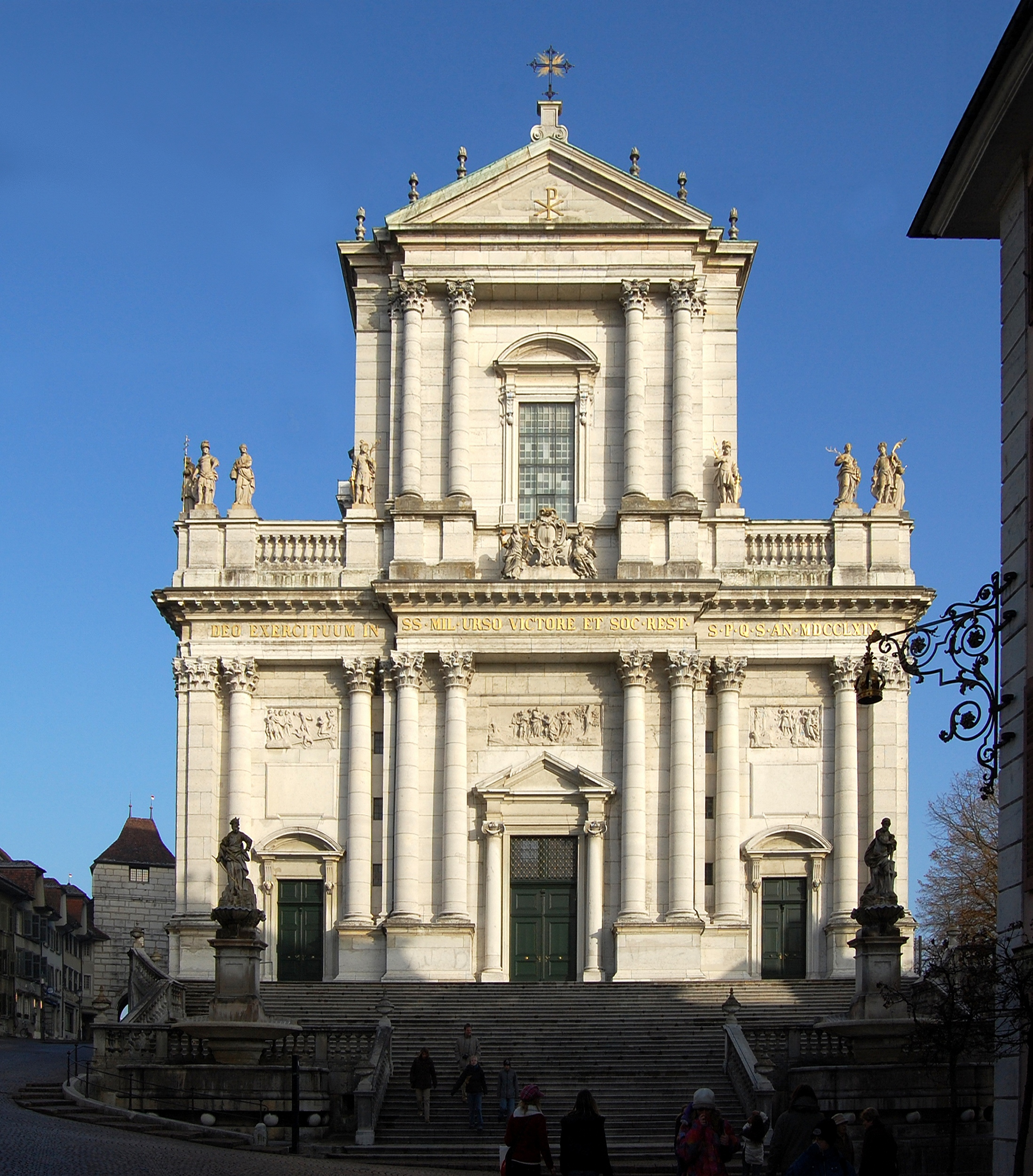
Cathédrale Saint-Ours de Soleure
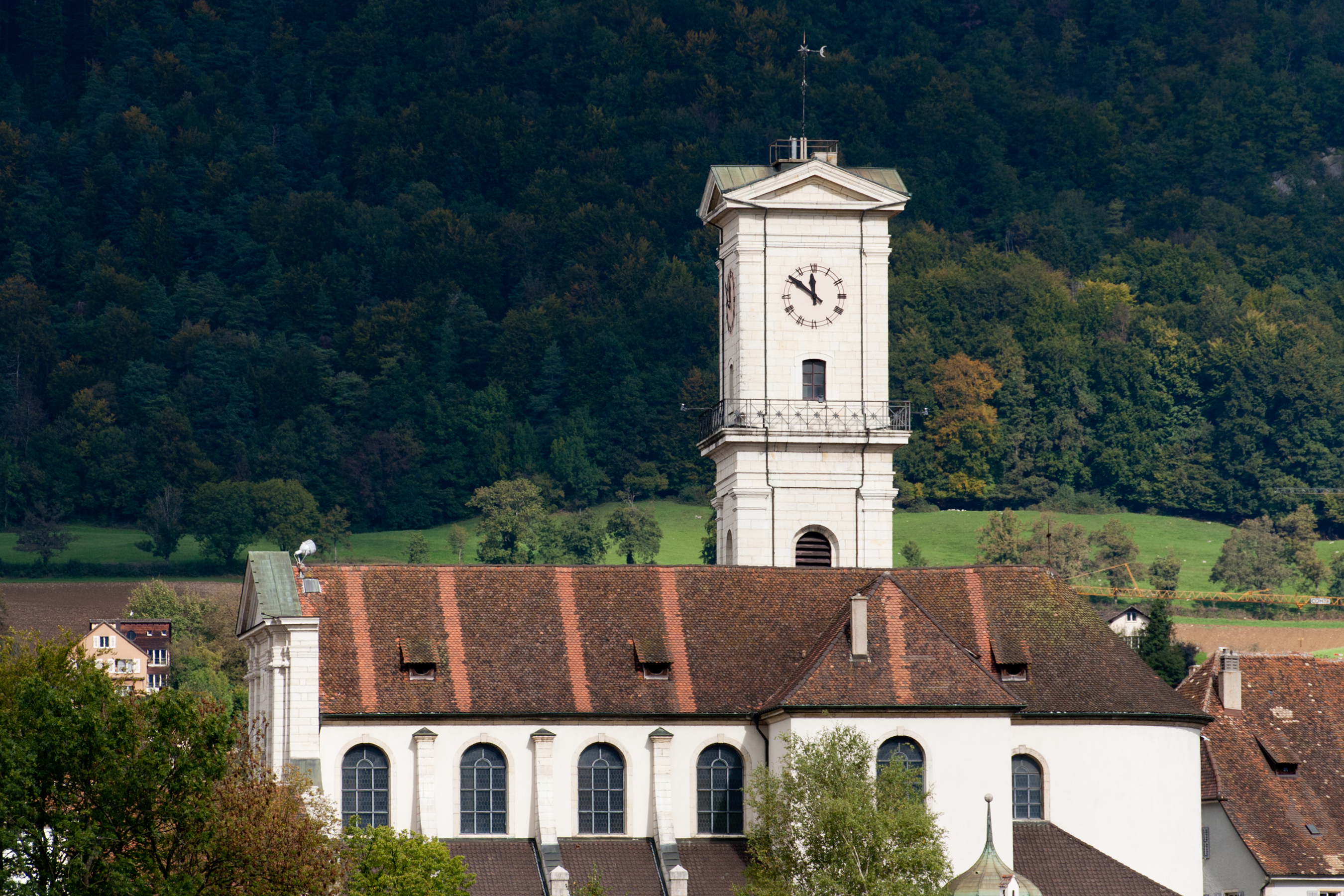
Église Saint-Marcel de Delémont
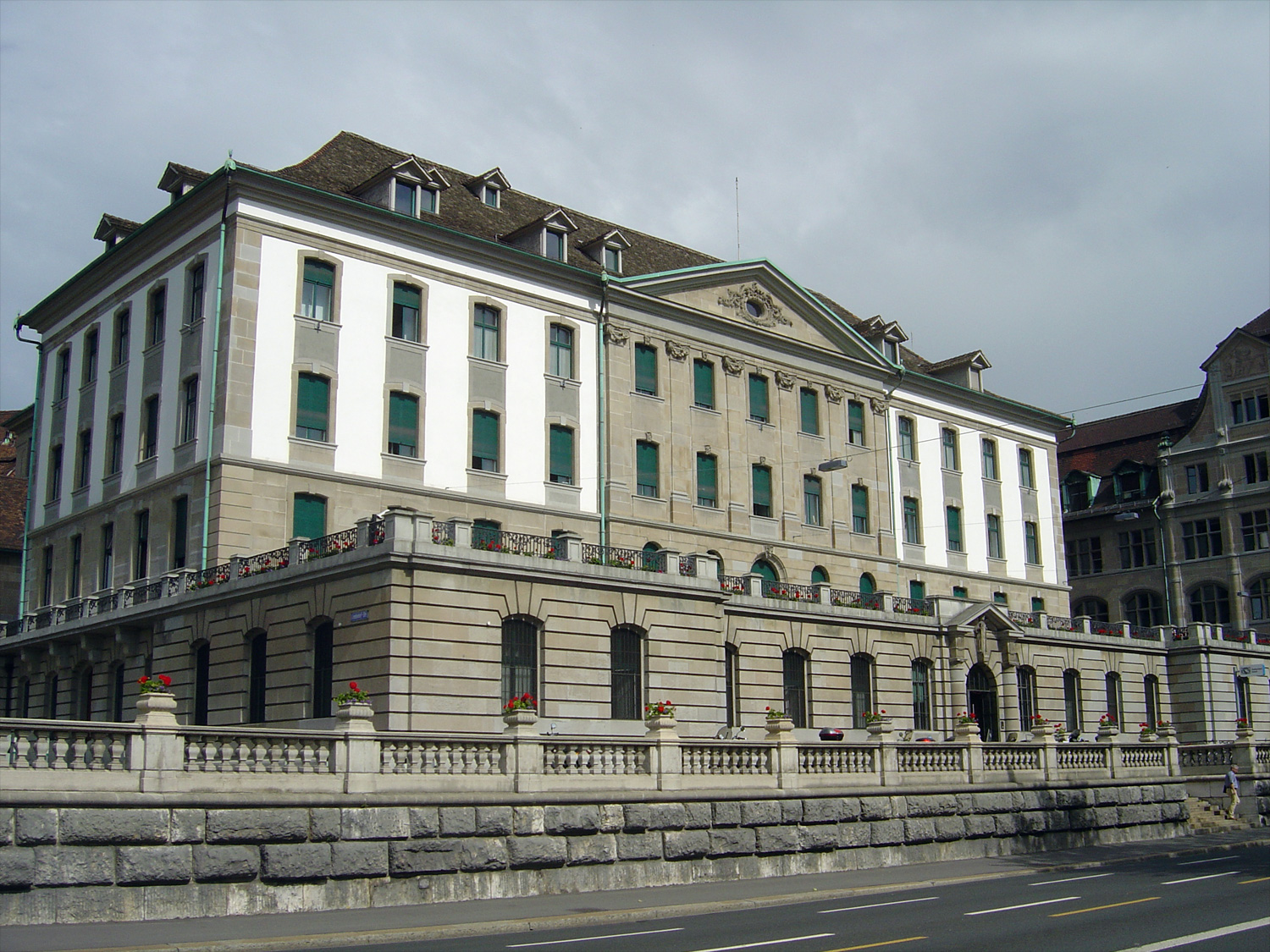
Orphelinat de Zurich

## Sources
- (de) Georg Carlen, Kathedrale St. Ursen Solothurn, Berne, Schweizerische Kunstführer, 1993 (ISBN 3-85782-528-6)
- (de) Hans-Rudolf Heyer, Gaetano Matteo Pisoni, Berne, Francke Verlag, 1967
- (it) Tommaso Manfredi, « L'età del Grand Tour : Architetti ticinesi a Roma », dans Giorgio Mollisi, Svizzeri a Roma nella storia, nell'arte, nella cultura, nell'economia dal Cinquecento ad oggi, Lugano, Edizioni Ticino Management (no 35), 2007
- (it) Emilio Motta (it), Effemeridi ticinesi, Giubiasco, Edizioni Metà Luna, 1991
- (it) Gian Alfonso Oldelli (de), « Gaetano Matteo Pisoni », dans Dizionario storico ragionato degli uomini illustri del canton Ticino, vol. 1, Lugano, Francesco Veladini, 1807 (lire en ligne), p. 141-142
- (it) Gian Alfonso Oldelli (de), « Gaetano Matteo Pisoni », dans Dizionario storico ragionato degli uomini illustri del canton Ticino, vol. 2, Lugano, Francesco Veladini, 1811 (lire en ligne), p. 57-58
- Paul Philippot, Denis Coekelberghs, Pierre Loze et Dominique Vautier, L'architecture religieuse et la sculpture baroques dans les Pays-Bas méridionaux et la principauté de Liège 1600-1770, 2003
- (de) Celestino Trezzini (de), « Gaetano Matteo Pisoni », dans Historisch-Biographisches Lexikon der Schweiz, vol. 5 (lire en ligne), p. 445